# Río Sellent
El río Sellent es un río del este de la península ibérica, afluente del río Júcar por su margen derecha, que discurre enteramente por la provincia de Valencia, España. Con fuertes pendientes y un caudal muy irregular.

## Curso
Tiene su origen en la parte Sur de la comarca de la Canal de Navarrés, con la conjunción de numerosos barrancos que bajan de la sierra de Enguera, así como la rambla Marisca de Bolbaite y las aguas de los barrancos el Matet y Abrullador, en Chella. 
Estos dos últimos se precipitan en una gran cascada, de 25 metros de altura, denominada popularmente el Salto. Prosigue el río y le afluyen las aguas de la rambla de Anna, así como las fuentes del Marzo, Alagea y Negra, y las aguas del lago o albufera de Anna y también de diferentes fuentes y gorgos. Igualmente viene a añadírsele la rambla de Enguera. Podríamos decir que es aquí cuando definitivamente se forma el río y recibe el nombre señorial de río Sellent.
Continúa el río su curso entrando en terrenos del Keuper, donde sus aguas se salinizan y se convierten en salobres. En épocas pasadas, las aguas del río movieron varios molinos, batanes y fábricas. Prosigue por un profundo y hondo barranco formando un acantilado de más de 50 metros de altura, dirigiéndose hacia el SE hasta llegar a las proximidades del pueblo de Estubeny, donde recoge las aguas de los barrancos de la Maravella, Abrasit y Salado, formando un ángulo de 30 grados y girando hacia el noroeste.
Entre adelfas y cañaverales llega, después de una pronunciada curva, al pueblo del mismo nombre, Sellent, edificado a la margen izquierda y cruzando el término municipal de sur a norte.
Atraviesa el término de Cárcer y en él cruza por un acueducto la acequia Escalona, que se dirige a Villanueva de Castellón. Desemboca en el río Júcar, en un lugar llamado La Goleta, en el término de Cotes, enfrente de la localidad de Antella.
Tiene una longitud de 13,5 km y la superficie de su cuenca comprende 273,9 km². Atraviesa las localidades valencianas de Bolbaite, Chella, Anna, Estubeny, Sellent, Cárcer y Cotes.
Aparece descrito en el decimocuarto volumen del Diccionario geográfico-estadístico-histórico de España y sus posesiones de Ultramar de Pascual Madoz con las siguientes palabras:

SELLENT: r. de la prov. de Valencia, part. jud. de Enguerra, que empieza entre los pueblos de Navarres y Bolbaite: corre hácia el E. dejando á la izq. este último; se aumenta con las aguas de Chella y con las abundantes de Anna y fuente de Marzo, que están á la izq., todas las cuales caen en un profundo cauce y continúan por las inmediaciones de Estubeñ y Sellent, del que toma nombre. Tuerce entonces su curso hácia el N. y se introduce en el valle de Cárcer, part. jud. de Alberique, cruzándole por encima la acequia de Escalona por medio de un magnifico acueducto sobre arcos, y antes de llegar á pasar por entre Cárcer y Cótes atraviesa por encima de la acequia de Carcagente, desembocando luego en el Júcar. Aunque su corriente es de corto caudal, tiene sin embargo furiosas avenidas que causan muchos daños á los campos y hasta arruinó en 1791 parte de los arcos del acueducto antes mencionado.
(Madoz, 1849, p. 504)

## Riego

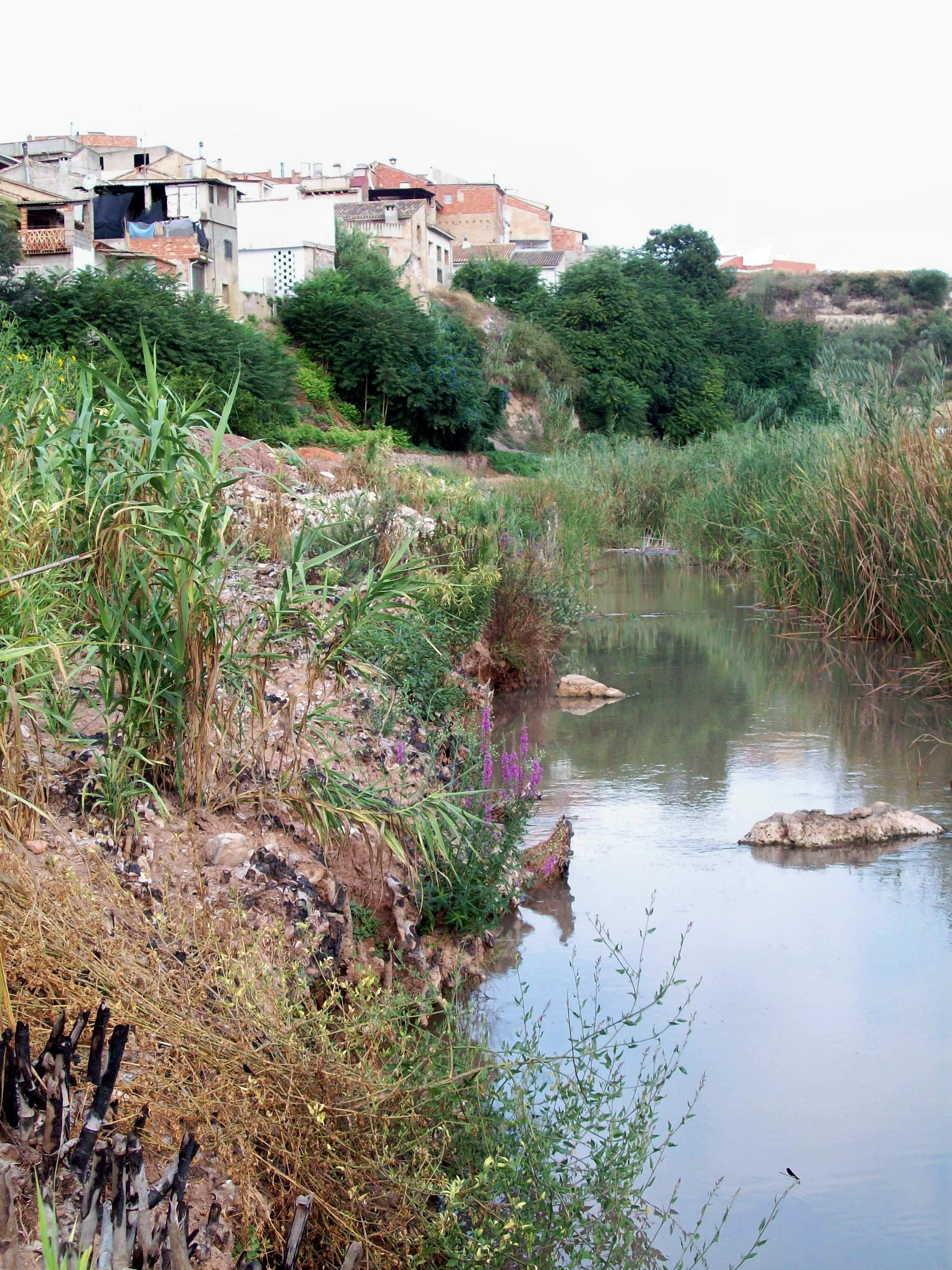
Río Sellent

Desde tiempos inmemoriales se aprovecha el agua de este río para el riego. Abastece a la Comunidad de Regantes del Valle de Cárcer y Sellent, regando unas 1800 hectáreas repartidas entre los términos de Sellent, Cotes, Cárcer, Alcántara de Júcar y Benegida.
Este río tiene su origen en terrenos del Período cuaternario, y siempre fue un plantel de mariscos, encontrándose abundantes fósiles. De ahí viene el nombre de rambla marisca, al pasar por el pueblo de Bolbaite.